# Gyulaj
Gyulaj (németül: Jowantzi) község Tolna vármegyében, a Dombóvári járásban. 7082 hektáros kiterjedésével a megye harmadik legnagyobb közigazgatási területű községe.

## Fekvése
Tamásitól délre, a Gyulaji erdő déli peremén helyezkedik el. Zsáktelepülésnek tekinthető, mivel közúton csak a Hőgyész-Dombóvár közti 6532-es útról Kurdnál kiágazó, csaknem 10 kilométer hosszú 65 158-as úton érhető el. Keleti szomszédjával, Szakállyal csak egy önkormányzati fenntartású út köti össze, északi és keleti szomszédai, Tamási és Dalmand felől közúton csak kerülővel közelíthető meg.

## Története
A község nevével 1357-től találkozunk írásos emlékben. A település valaha két részből állt. Gyulán laktak a magyarok, Jováncán pedig a rácok, ahogy errefelé a törökök kiűzése után itt maradt ortodox vallású délszlávokat nevezték. A kettő összevonásából alakult ki a község ma használt elnevezése: Gyulaj.
A mai lakosok tömör egyszerűséggel határozzák meg, pontosan meddig is tart a valamikori határ: „amíg van bor, addig Gyula, ahol elfogy, az már Jovánca”. Ebben a humorosnak tűnő megfogalmazásban fontos népi tapasztalat bújik meg: a két eltérő népességű település gyulai részén a mezőgazdasági termeléssel, szőlőtermesztéssel foglalkozó magyarok, Jováncán pedig a kevésbé letelepült életmódot folytató, állattartó rácok közötti életmódbeli különbség lényegét fogalmazták meg így.

## Közélete

### Polgármesterei
- 1990–1994: Müller Márton (független)[4]
- 1994–1998: Müller Márton (független)[5]
- 1998–2002: Nemes László (független)[6]
- 2002–2006: Nemes László (független)[7]
- 2006–2010: Dobos Károlyné (független)[8]
- 2010–2014: Dobos Károlyné (független)[9]
- 2014–2017: Dobos Károlyné (független)[10]
- 2017–2019: Selmeci László (független)[11]
- 2020–2024: Selmeci László (független)[12]
- 2024– : Selmeci László (független)[1]

A településen 2017. április 23-án időközi polgármester-választást tartottak, az előző polgármester lemondása miatt. A választáson a hivatalban lévő polgármester nem indult el.
A 2019. október 13-i önkormányzati választás után, a polgármester-választás tekintetében nem lehetett Gyulajon eredményt hirdetni, mert szavazategyenlőség alakult ki az első helyen. Aznap a 650 szavazásra jogosult lakos közül 389 fő járult az urnákhoz, hárman érvénytelen szavazatot adtak le, a 386 érvényes szavazatból pedig egyformán 188-188 esett két független jelöltre, Horváth Lajosra és Selmeci Lászlóra. (A posztért elindult még egy harmadik független jelölt is, de ő mindössze tíz szavazatot szerzett.) Az emiatt szükségessé vált időközi polgármester-választást 2020. január 19-én tartották meg, ezen már csak a holtversenyben részes két jelölt indult el.

## Népesség
A település népességének változása:
| Lakosok száma | 1048 | 1039 | 1019 | 917  | 821  | 815  | 779  |
|               | 2013 | 2014 | 2015 | 2021 | 2022 | 2023 | 2024 |

A 2011-es népszámlálás során a lakosok 87,9%-a magyarnak, 36,9% cigánynak, 0,9% németnek mondta magát (10,9% nem nyilatkozott; a kettős identitások miatt a végösszeg nagyobb lehet 100%-nál). A vallási megoszlás a következő volt: római katolikus 66,8%, református 2,7%, evangélikus 0,5%, görögkatolikus 0,2%, felekezeten kívüli 16,1% (12,4% nem nyilatkozott).
2022-ben a lakosság 93,3%-a vallotta magát magyarnak, 39,3% cigánynak, 0,6% németnek, 0,1% szlovénnek, 0,1% horvátnak, 0,7% egyéb, nem hazai nemzetiségűnek (6,6% nem nyilatkozott; a kettős identitások miatt a végösszeg nagyobb lehet 100%-nál). Vallásuk szerint 51,9% volt római katolikus, 1% református, 0,6% evangélikus, 0,5% görög katolikus, 0,4% egyéb keresztény, 0,5% egyéb katolikus, 17,1% felekezeten kívüli (28,1% nem válaszolt).

## Nevezetességei
A részben zárt Gyulaji erdőben található Európa legjelentősebb dámvad állománya, mely méltán világhírű. Gyulaji Rezervátum, 1971-ben alakították ki dámszarvasoknak. A területről a krónikák azt írják, hogy a 19. században itt volt Magyarország legnagyobb vadaskertje. A 7800 hektár terület 90%-a erdő, az egyik legszebb völgyben pedig két horgásztó is található. A terület kedvelt a vadászok körében. Vaddisznóból több száz kerül évente terítékre, rendszeresen rendeznek hajtásokat is. Korábban Esterházy-birtok volt.

## Gyulaj az irodalomban
- Gyulaj az egyik, érintőlegesen említett helyszíne Örkény István Ki a gyilkos? című egyperces novellájának.